# آپر هالیفورد
آپر هالیفورد (به انگلیسی: Upper Halliford) یک روستا در بریتانیا است که در ساری واقع شده‌است. آپر هالیفورد ۲٫۲۰ کیلومتر مربع مساحت و ۳٬۱۷۳ نفر جمعیت دارد.